# Pallavolo ai Giochi della XXII Olimpiade - Torneo femminile
Il V campionato di pallavolo femminile ai Giochi olimpici si è svolto dal 21 al 29 luglio 1980 a Mosca, nell'Unione Sovietica, durante i Giochi della XXII Olimpiade. Al torneo hanno partecipato 8 squadre nazionali e la vittoria finale è andata per la terza volta all'URSS.

## Gironi
| Girone A                                | Girone B                          |
| --------------------------------------- | --------------------------------- |
| Cuba Germania Est Perù Unione Sovietica | Brasile Bulgaria Romania Ungheria |

## Fase finale

### Finali 1º e 3º posto
|  | Semifinali       | Semifinali       | Semifinali   |              |                  | Finale 1º/2º posto | Finale 1º/2º posto | Finale 1º/2º posto |  |
|  |                  |                  |              |              |                  |                    |                    |                    |  |
|  | Germania Est     | Germania Est     | 3            |              |                  |                    |                    |                    |  |
|  | Germania Est     | Germania Est     | 3            |              |                  |                    |                    |                    |  |
|  | Bulgaria         | Bulgaria         | 2            |              |                  |                    |                    |                    |  |
|  | Bulgaria         | Bulgaria         | 2            |              | Unione Sovietica | Unione Sovietica   | 3                  |                    |  |
|  |                  |                  |              |              | Unione Sovietica | Unione Sovietica   | 3                  |                    |  |
|  |                  |                  | Germania Est | Germania Est | 1                |                    |                    |                    |  |
|  | Unione Sovietica | Unione Sovietica | Germania Est | Germania Est | 1                | 3                  |                    |                    |  |
|  | Unione Sovietica | Unione Sovietica |              |              |                  | 3                  |                    |                    |  |
|  | Ungheria         | Ungheria         | 0            |              |                  | Finale 3º/4º posto | Finale 3º/4º posto | Finale 3º/4º posto |  |
|  | Ungheria         | Ungheria         | 0            |              |                  |                    |                    |                    |  |
|  |                  |                  |              |              |                  |                    |                    |                    |  |
|  |                  |                  |              |              |                  | Bulgaria           | Bulgaria           | 3                  |  |
|  |                  |                  |              |              |                  | Bulgaria           | Bulgaria           | 3                  |  |
|  |                  |                  |              |              |                  | Ungheria           | Ungheria           | 2                  |  |

### Finali 5º e 7º posto
|  | Semifinali | Semifinali | Semifinali |      |      | Finale 5º/6º posto | Finale 5º/6º posto | Finale 5º/6º posto |  |
|  |            |            |            |      |      |                    |                    |                    |  |
|  | Perù       | Perù       | 3          |      |      |                    |                    |                    |  |
|  | Perù       | Perù       | 3          |      |      |                    |                    |                    |  |
|  | Romania    | Romania    | 0          |      |      |                    |                    |                    |  |
|  | Romania    | Romania    | 0          |      | Cuba | Cuba               | 3                  |                    |  |
|  |            |            |            |      | Cuba | Cuba               | 3                  |                    |  |
|  |            |            | Perù       | Perù | 1    |                    |                    |                    |  |
|  | Cuba       | Cuba       | Perù       | Perù | 1    | 3                  |                    |                    |  |
|  | Cuba       | Cuba       |            |      |      | 3                  |                    |                    |  |
|  | Brasile    | Brasile    | 0          |      |      | Finale 7º/8º posto | Finale 7º/8º posto | Finale 7º/8º posto |  |
|  | Brasile    | Brasile    | 0          |      |      |                    |                    |                    |  |
|  |            |            |            |      |      |                    |                    |                    |  |
|  |            |            |            |      |      | Romania            | Romania            | 0                  |  |
|  |            |            |            |      |      | Romania            | Romania            | 0                  |  |
|  |            |            |            |      |      | Brasile            | Brasile            | 3                  |  |

## Podio

### Campione
Formazione: 1 Radzevich, 2 Razumova, 3 Solovova, 4 Akhaminova, 5 Pavlova, 6 Andreiuk, 7 Makagonova, 8 Kozyreva, 9 Nikishina, 10 Chernysheva, 11 Badulina, 12 Loginova, CT: -

### Secondo posto
Formazione: Kostrzewa, Heim, Schultz, Mummhardt, Lehmann, Czekalla, Roffeis, Schmidt, Westendorf, Püschel, Fetzer, Bullin, CT: -

### Terzo posto
Formazione: T. Dimitrova, Ilieva, Stancheva, Petrunova, Khristolova, Borisova, Gerasimova, Kaicheva, Georgieva, Gogova, Bozhurina, R. Dimitrova, CT: -

## Classifica finale
| Classifica | Squadre          |
| ---------- | ---------------- |
|            | Unione Sovietica |
|            | Germania Est     |
|            | Bulgaria         |
| 4          | Ungheria         |
| 5          | Cuba             |
| 6          | Perù             |
| 7          | Brasile          |
| 8          | Romania          |